# توت گندم

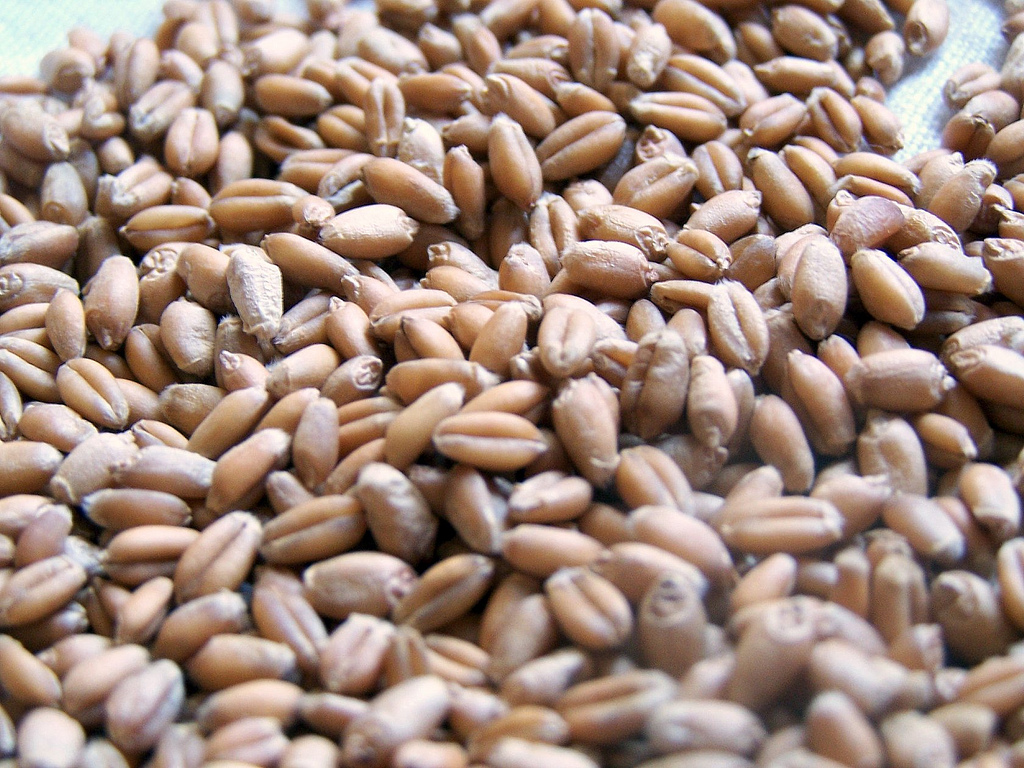
توت گندم

توت گندم یک دانه کامل گندم است که از سبوس، جوانه و درون دانه بدون پوسته تشکیل شده است. از نظر گیاه‌شناسی نوعی میوه به نام کاریوپسیس است. توت‌های گندم به صورت دانه خورده می‌شوند، رنگ قهوه ای روشن تا قهوه ای مایل به قرمز دارند و می‌توانند از نظر محتوای گلوتن و پروتئین از ۶ تا ۹ درصد («نرم») تا ۱۰ تا ۱۴ درصد («سخت») متفاوت باشند. این محصول اغلب به سالاد اضافه شده یا به صورت نان پخته می‌شوند تا بافتی جویدنی داشته باشند. اگر توت‌های گندم آسیاب شوند، آرد سبوس‌دار تولید می‌شود. توت گندم شبیه جو، چاودار و کاموت است.

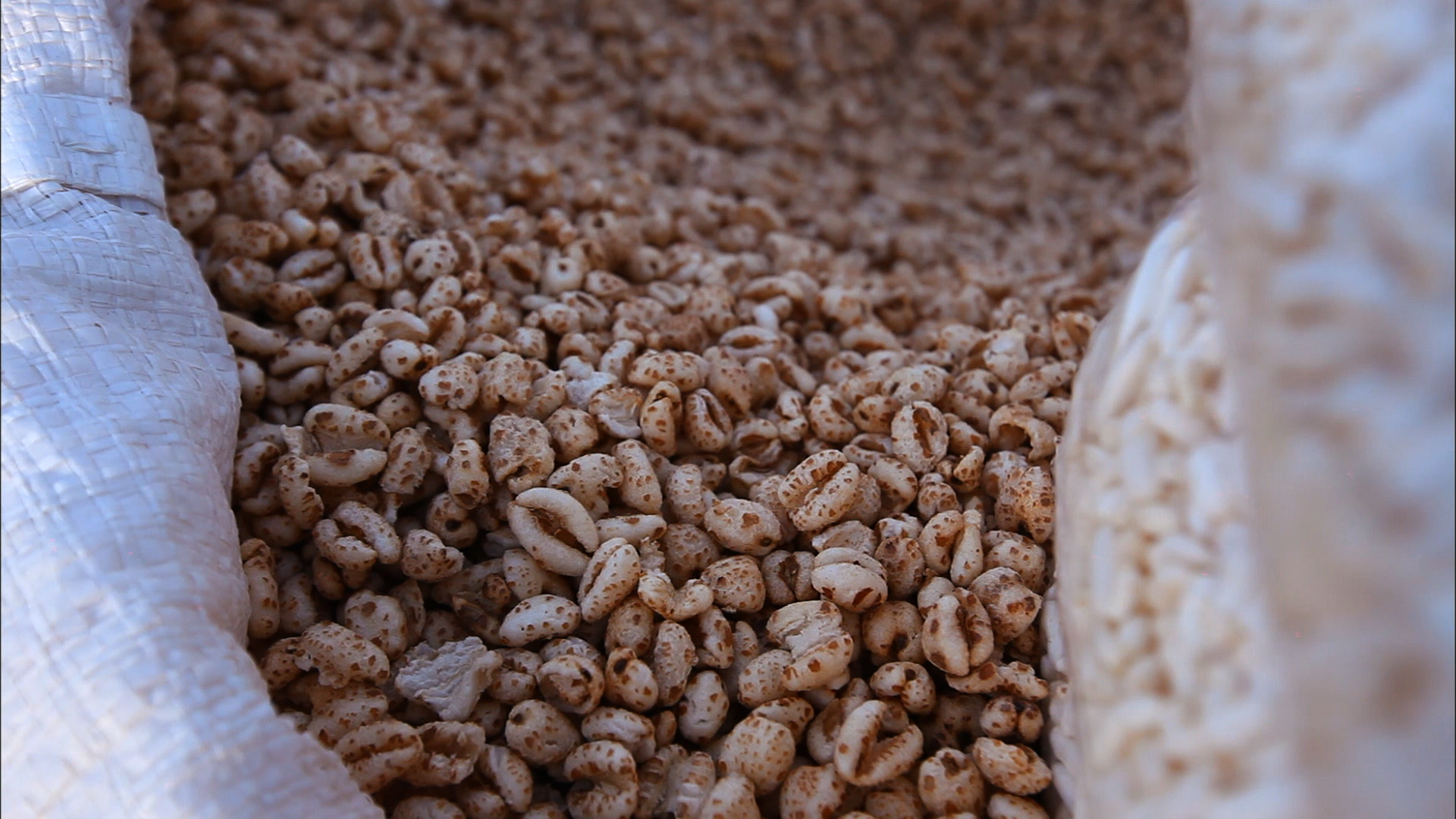
توت گندم پف کرده (گندمک)
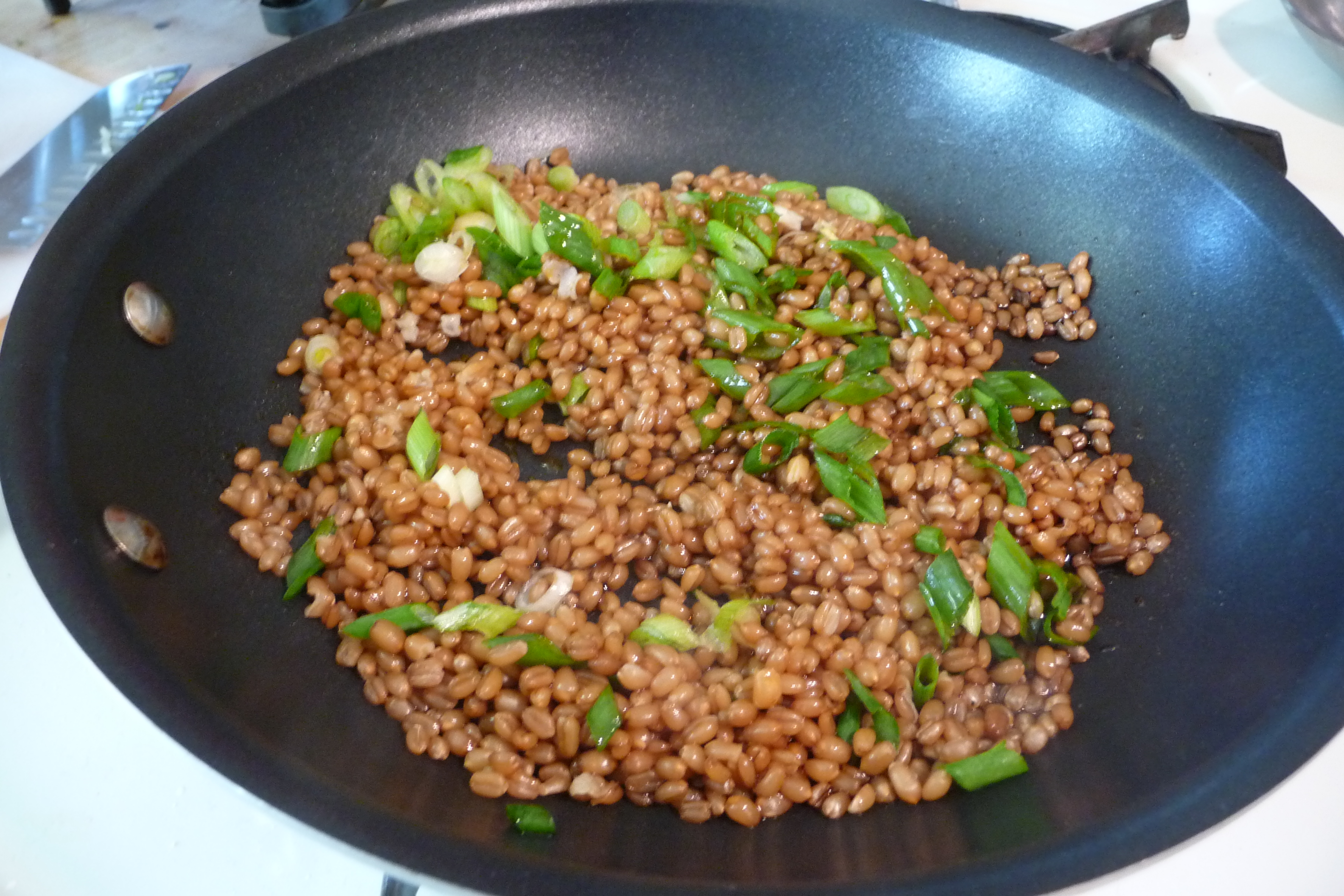
پخت توت‌های گندم - خیس شده و سپس با پیازچه تفت داده می‌شود
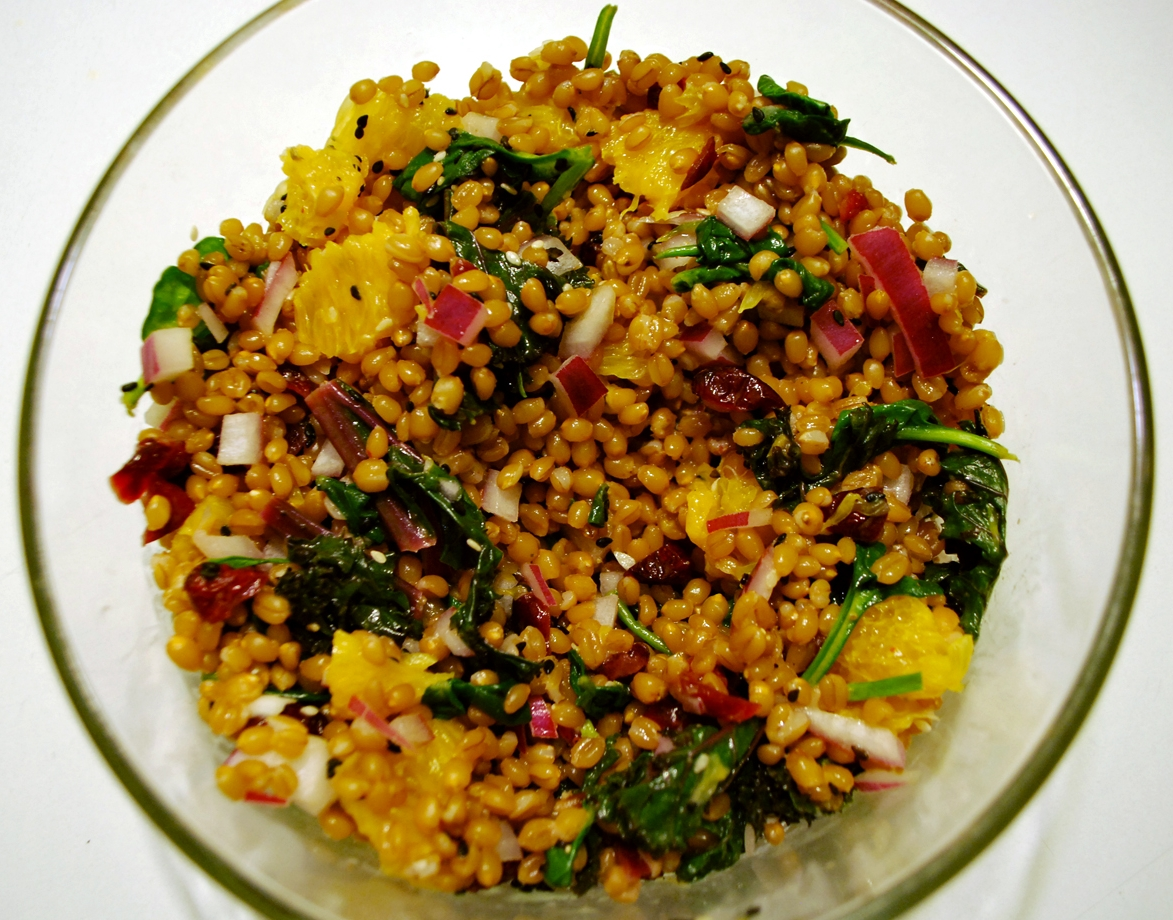
سالاد تهیه شده با توت گندم